# Supertyfon

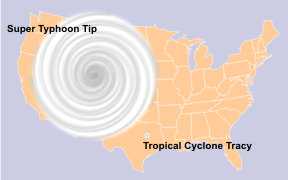
Supertyfonen Tip i jämförelse med den tropiska cyklonen Tracy.

Supertyfon är en tyfon med ovanligt hög vindhastighet. Enligt Hong Kong Observatory måste vindstyrkan i en supertyfon uppnå eller överskrida 51 meter i sekunden (183,6 kilometer per timme).
En supertyfon kan ha vindar med farter över 240 km/h (150 mph).
Termen kan också användas för orkaner eller tropiska cykloner, såsom "superorkan" eller "supercyklon", men det används generellt bara för tyfoner i nordvästra Stilla havet.